# Rosa isaevii
Rosa isaevii — вид рослин з родини розових (Rosaceae); ендемік Азербайджану.

## Поширення
Ендемік Азербайджану, на Малому Кавказі.
Зростає в чагарниках на 1480 м н.р.м..